# Yasmine Allas
Yasmine Allas (en somalí: Yasmiin Callas, en árabe: ياسمين أهلك‎) es una actriz y escritora somalí, radicada actualmente en los Países Bajos. Hasta la fecha ha publicado cuatro novelas y una colección de ensayos, además de participar en varias producciones teatrales tanto en Europa como en su natal Somalia.

## Primeros años y estudios
Allas nació en 1967 en Mogadiscio, capital de Somalia. Proviene de una familia acomodada; su padre era un general de las Fuerzas Armadas de Somalia. Fue asesinado en 1977, Cuando Yasmine todavía era una niña.
Allas ingresó en una escuela privada local, donde recibió lecciones de italiano e inglés. A los catorce años viajó con su madre a Arabia Saudita y tiempo después de estableció en Europa, inicialmente en Bélgica y luego en los Países Bajos, donde vive desde 1987. En Ámsterdam, Allas empezó a interesarse por la actuación y se inscribió en un curso de arte dramático. Allí mismo conoció a su esposo holandés, con quien tuvo una hija.
En 2006 regresó a Hargeisa, al norte de Somalia, para realizar un documental sobre su juventud en el país africano. Allas practica el islamismo. Además de hablar somalí, inglés e italiano, la actriz domina el idioma neerlandés.

## Carrera
Allas empezó su carrera como actriz a finales de la década de 1980 en los Países Bajos, vinculándose con la compañía teatral The Trust. Junto a Jaap Spijkers, interpretó el papel de Gretchen en la producción de 1995 de Fausto, bajo la batuta del dramaturgo austríaco Gustav Ernst. También trabajó durante varios años a las órdenes del dramaturgo holandés Theu Boermans. Hizo parte de varios ensambles e incluso produjo un monólogo.
En 1998, Allas escribió su primera novela, Idil, A Girl (Idil, een meisje), que se convirtió en un éxito de ventas. Su siguiente novela fue The General with Six Fingers (De generaal met de zes vingers), publicada en 2001, y también obtuvo reconocimiento crítico. Su tercera obra literaria, The Blue Room (De blauwe kamer), vio la luz en 2004. Dos años después publicó Uprooted but Still Home (Ontheemd en toch thuis), una colección de ensayos sobre la cultura holandesa. En 2010 lanzó al mercado su cuarta novela, la aclamada A Handed-Down History (Een nagelaten verhaal), inspirada en su viaje de vuelta a Somalia en 2006. La novela fue reimpresa varias veces después de su publicación inicial.
Adicionalmente, Allas escribió Hommel, un relato corto encargado por la compañía de arte MatchBoox. La escritora, artista y cineasta Marion Bloem se encargó de aportar las ilustraciones para el relato. Como columnista, Allas ha colaborado con el Volkskrant, uno de los periódicos más importantes de los Países Bajos.
Además de figurar como actriz y escritora, Allas es una activista del islam. Es miembro de la organización Marhaba, una fundación sociocultural islámica que hace foco en fortalecer la unión entre las diferentes ramas de la comunidad musulmana. También es miembro activa de la Iniciativa Islámica para la Espiritualidad y la Igualdad en la Mujer (WISE), un proyecto global liderado por mujeres musulmanas.

## Obras publicadas
- Idil, A Girl (Idil, een meisje), 1998
- The General with Six Fingers (De generaal met de zes vingers), 2001
- The Blue Room (De blauwe kamer), 2004
- Uprooted but Still Home (Ontheemd en toch thuis), 2006
- A Handed-Down History (Een nagelaten verhaal), 2010